# Kel Mitchell
Kel Johari Rice Mitchell, född 25 augusti 1978 i Chicago, Illinois, är en amerikansk skådespelare, komiker, dansare, musiker, manusförfattare och producent. Han var en av de medverkande i TV-serien All that 1994-1999. Tillsammans med vännen tillika kollegan Kenan Thompson har han synts i TV-serien Kenan & Kel som gick på Nickelodeon under åren 1996-2000 och filmen Good Burger (som bygger på en sketch de gjorde i All That) ifrån 1997. Han har också gjort rösten till Dutch i serien Motorcity och Jay Jay i Nicktoons-serien Wild Grinders.